# Монтейру, Тьягу (теннисист)
Тья́гу Моура Монте́йру (порт.-браз. Thiago Moura Monteiro; род. 31 мая 1994, Форталеза) — бразильский теннисист. Первая ракетка Бразилии по состоянию на начало января 2021 года.

## Общая информация
Мать Тьягу — Фатима сейчас находится на пенсии. У него есть три сестры (Летисия, Джессика и Флавия) и старший брат — Фабер, который работает агентом по недвижимости. Монтейру владеет испанским, португальским и английским языками.
Начал играть в теннис в восемь лет. Любимая поверхность — грунт, любимый турнир — Ролан Гаррос.  Кумирами в мире тенниса в детстве были Густаво Куэртен и Рафаэль Надаль.
В конце 2008 года Монтейру поступил в Академию «Ларри Пассос» в Балнеариу-Камбориу.

## Спортивная карьера
Первый титул на турнирах серии «фьючерс» Монтейру выиграл в ноябре 2011 года. В феврале 2016 года, получив специальное приглашение на турнир в Рио-де-Жанейро, он дебютировал в Мировом туре АТП. В своем первом матче на таком уровне № 338 в мировом рейтинге Монтейру сенсационно обыграл девятую ракетку мира Жо-Вильфрида Тсонга (6-3, 3-6, 6-4). Во втором туре Монтейру проиграл победителю турнира Пабло Куэвасу. На следующем турнире в Сан-Паулу Монтейру выиграл два матча и вышел в четвертьфинал, где вновь проиграл Куэвасу. В мае того же года в Экс-ан-Провансе бразилец взял свой первый трофей на турнирах серии «челленджер». В июле он вышел в четвертьфинал турнира АТП в Гштаде. В августе Монтейру впервые поднялся в Топ-100 мирового рейтинга, а в сентябре дебютировал за сборную Бразилии в Кубке Дэвиса.
В январе 2017 года Монтейру дебютировал в основной сетке на турнире серии Большого шлема, сыграв на Открытом чемпионате Австралии. В том сезоне он впервые выступил на всех четырёх Больших шлемах. В феврале Тьягу вышел в четвертьфинал турниров в Буэнос-Айресе и Рио-де-Жанейро.
В начале февраля 2018 года на турнире в Кито на грунте, бразилец сумел дойти до полуфинала, в котором уступил испанцу Альберту Рамосу. На Открытом чемпионате США 2019 года проиграл в первом раунде Брэдли Клану в трёх сетах.
В феврале 2021 года, перед стартом Открытого чемпионата Австралии Корантен дошёл до полуфинала на турнире ATP-250 Great Ocean Road Open, где уступил итальянцу Стефано Травалье.

## Рейтинг на конец года
| Год  | Одиночный рейтинг | Парный рейтинг |
| 2017 | 124               | 630            |
| 2016 | 82                | 611            |
| 2015 | 463               | 814            |
| 2014 | 470               | 913            |
| 2013 | 276               | 452            |
| 2012 | 439               | 1 137          |
| 2011 | 699               | 1 317          |
| 2010 | 1 119             |                |
| 2009 |                   | 1 391          |

## Выступления на турнирах

### Финалы челленджеров и фьючерсов в одиночном разряде (11)

#### Победы (6)
| Условные обозначения |
| Челленджеры (1)      |
| Фьючерсы (5+2)       |

| Титулы по покрытиям | Титулы по месту проведения матчей турнира |
| ------------------- | ----------------------------------------- |
| Хард (3+1)          | Зал (0)                                   |
| Грунт (3+1)         | Зал (0)                                   |
| Трава (0)           | Открытый воздух (6+2)                     |
| Ковёр (0)           | Открытый воздух (6+2)                     |

| №  | Дата           | Турнир                  | Покрытие | Соперник в финале       | Счёт           |
| 1. | 13 ноября 2011 | Салвадор, Бразилия      | Хард     | Алешандре Шнитман       | 7-6(2) 6-4     |
| 2. | 27 мая 2012    | Бауру, Бразилия         | Грунт    | Леонардо Кирхе          | 2-6 6-2 7-6(6) |
| 3. | 14 апреля 2013 | Анталья, Турция         | Хард     | Ян Минарж               | 7-6(2) 6-4     |
| 4. | 21 апреля 2013 | Анталья, Турция         | Хард     | Хосе Эрнандес-Фернандес | 6-3 7-6(5)     |
| 5. | 6 июня 2014    | Мидделбург, Нидерланды  | Грунт    | Бой Вестерхоф           | 6-4 6-7(2) 7-5 |
| 6. | 8 мая 2016     | Экс-ан-Прованс, Франция | Грунт    | Карлос Берлок           | 4-6 6-4 6-1    |

#### Поражения (5)
| №  | Дата             | Турнир                          | Покрытие | Соперник в финале | Счёт        |
| 1. | 19 августа 2012  | Сан-Жозе-ду-Риу-Прету, Бразилия | Грунт    | Николас Сантос    | 2-6 2-6     |
| 2. | 4 ноября 2012    | Порту-Алегри, Бразилия          | Грунт    | Педру Зербини     | 3-6 2-6     |
| 3. | 15 июня 2013     | Амстелвен, Нидерланды           | Грунт    | Бьорн Фратанджело | 6-3 4-6 3-6 |
| 4. | 12 июня 2016     | Лион, Франция                   | Грунт    | Стив Дарси        | 6-3 2-6 0-6 |
| 5. | 25 сентября 2016 | Сантус, Бразилия                | Грунт    | Ренсо Оливо       | 4-6 6-7(5)  |

### Финалы челленджеров и фьючерсов в парном разряде (5)

#### Победы (2)
| №  | Дата          | Турнир           | Покрытие | Партнёр              | Соперники в финале           | Счёт           |
| 1. | 31 марта 2013 | Анталья, Турция  | Хард     | Максимилиано Эстевес | Кирилл Дмитриев Ярослав Шило | 5-7 6-2 [10-6] |
| 2. | 30 мая 2015   | Пантиани, Грузия | Грунт    | Марко Бортолотти     | Виктор Балуда Иван Калинин   | 7-6(7) 7-5     |

#### Поражения (3)
| №  | Дата             | Турнир                                                       | Покрытие | Партнёр          | Соперники в финале              | Счёт           |
| 1. | 22 сентября 2013 | Кампинас, Бразилия                                           | Грунт    | Тьяго Алвес      | Гидо Андреосси Максимо Гонсалес | 4-6 4-6        |
| 2. | 28 июня 2014     | Бреда, Нидерланды                                            | Грунт    | Хорхе Агилар     | Вильсон Лейте Кристиан Линделл  | 3-6 5-7        |
| 3. | 5 декабря 2014   | Сантьяго-де-лос-Трейнта-Кабальерос, Доминиканская Республика | Грунт    | Фабиано де Паула | Дуильо Беретта Уго Дельен       | 6-3 4-6 [8-10] |